# كايوتي أجلي (فلم)
كايوتي اجلي (بالإنجليزية: Coyote Ugly) هو فيلم دراما كوميدي رومانسي. تم إنتاجه في الولايات المتحدة وصدر في سنة 2000. من بطولة بايبر بيرابو وآدم غارسيا وماريا بيلو وتايرا بانكس وجون غودمان.

## القصة
هي فتاة تحب تأليف الأغاني وتحب الغناء ولكن الرهبة تمنعها، فتطر أن تعمل كقيوطة لتحصل على المال الذي يساعدها بناء طموحها فتتعرف على فتى
من أستراليا ويساعدها على التخلص من الرهبة والخوف التي تسيطر عليها أثناء صعودها للمسرح.

## الممثلين
1. إيميلي بلنت
2. آدم غارسيا
3. ماريا بيلو
4. إيزابيلا ميكو
5. تايرا بانكس
6. بريدجيت مويناهان
7. ميلاني لينسكي
8. جون غودمان

## روابط إضافية
- مقالات تستعمل روابط فنية بلا صلة مع ويكي بيانات
- (بالألمانية)

```
Comparison of the theatrical release and the Unrated Edition, with screenshots
```